# Dani Fernández Fernández
Daniel Fernández Fernández (Madrid, 30 de abril de 1997), más conocido como Dani Fernández, es un futbolista español que juega en el Asteras Trípoli F. C. de la Superliga de Grecia.

## Trayectoria
Es hijo del exfutbolista extremeño Luisfer Fernández. Jugó en las categorías inferiores del Getafe C. F., C. D. Leganés y Real Madrid C. F. En 2015 debutó con el Real Madrid Castilla en Segunda División B.
En agosto de 2016 fue cedido durante la temporada 2016-17 en las filas de la A. D. Mérida. También fue prestado la siguiente campaña, llegando el 1 de septiembre de 2017 al C. F. Fuenlabrada. En la temporada 2018-19 volvió al Real Madrid Castilla y en julio de 2019 regresó al Fernando Torres para debutar en Segunda División tras haber expirado su contrato.
Tras su segunda etapa en Fuenlabrada, militó en el C. D. Badajoz. El 6 de julio de 2022 se oficializó su incorporación al Racing de Santander hasta junio de 2024, momento en el que quedó libre al expirar su contrato. Entonces se marchó a Rusia tras fichar por el F. K. Jimki, donde jugó veinte partidos en la Liga Premier antes de recalar en el Asteras Trípoli F. C. en agosto de 2025.

## Clubes
| Club                       | País   | Año       |
| -------------------------- | ------ | --------- |
| Real Madrid Castilla C. F. | España | 2015-2019 |
| A. D. Mérida (cedido)      | España | 2016-2017 |
| C. F. Fuenlabrada (cedido) | España | 2017-2018 |
| C. F. Fuenlabrada          | España | 2019-2020 |
| C. D. Badajoz              | España | 2020-2022 |
| Racing de Santander        | España | 2022-2024 |
| F. K. Jimki                | Rusia  | 2024-2025 |
| Asteras Trípoli F. C.      | Grecia | 2025-     |